# Lu Li
Lu Li (chinesisch 陆莉, Pinyin Lù Lì; * 30. August 1976 in Changsha) ist eine ehemalige chinesische Turnerin.

## Erfolge
Lu Li nahm an den Olympischen Spielen 1992 in Barcelona teil. Am Boden verpasste sie als 33. der Qualifikation ebenso das Finale wie beim Sprung als 29. Den Einzelmehrkampf beendete sie auf dem 34. Platz und wurde mit der chinesischen Mannschaft im Mannschaftsmehrkampf Vierte. Am Schwebebalken gewann sie die Qualifikation mit 19,812 Punkten, musste sich im Finale dann jedoch Tetjana Lyssenko geschlagen geben, die 9,975  Punkte erzielte. Lu gelangen 9,912 Punkte, womit sie zusammen mit der US-Amerikanerin Shannon Miller die Silbermedaille erhielt. Ihr größter Erfolg gelang ihr schließlich am Stufenbarren. Als Sechste der Qualifikation zog sie ins Finale ein und gewann dieses mit der perfekten Wertung von 10,000 Punkten. Damit erhielt sie als Olympiasiegerin vor Tetjana Huzu und Shannon Miller die Goldmedaille.